# Tainia longiscapa
Tainia longiscapa là một loài thực vật có hoa trong họ Lan. Loài này được (Seidenf.) J.J.Wood & A.L.Lamb mô tả khoa học đầu tiên năm 2008.